# Mérion de Campbell
Chenorhamphus campbelli
Espèce
Le Mérion de Campbell (Chenorhamphus campbelli, anciennement Malurus campbelli) est une espèce de passereaux de la famille des Maluridae.

## Distribution
On le trouve en Papouasie-Nouvelle-Guinée.

## Habitat
Il habite les forêts humides des régions tropicales et subtropicales en plaine.